# Le Livre sacré du loup-garou
Le Livre sacré du loup-garou est le sixième roman de l'écrivain russe Viktor Pelevine, paru en 2004.

## Sujet
Ce roman est l'histoire d'une ancienne femme-renarde, dénommée A Huli. Le modèle féminin qu'elle représente est un des seuls dans les romans de Pelevine à échapper à son habituelle ironie sarcastique. La narration est menée d'un point de vue féminin, celui d'A Huli. Ses sentiments amoureux sont décrits avec tendresse. Elle est plus intelligente, plus sensible que ses partenaires masculins. Le mystère de son attirance reste toujours entier pour Pelevine, malgré les différences qu'elle présente par rapport aux héroïnes de ses autres romans.

## Personnages principaux
- А Huli : femme-renarde
- Alexandre : loup-garou, lycanthrope, lieutenant-général au FSB
- Mikhalytch : subordonné d'Alexandre au FSB.
- E Huli et I Huli : sœurs de A Huli.

## Développements
Le motif de la femme-animale est fréquent dans les romans de Pelevine. Les nouvelles de La Vie des insectes et le présent ouvrage Le Livre sacré du loup-garou en sont deux exemples. Ce motif ne dévalorise pas le regard vers la femme mais le rend plus original. Il permet également de traduire l'idée que la femme n'est jamais ce qu'elle paraît à première vue, qu'elle a une double nature, qu'elle est mystère. Pelevine affectionne dans le bouddhisme et les mythologies orientales le rôle des divinités féminines rivales des divinités masculines mais possédant davantage de pouvoir que ces derniers
À Huli forme un couple avec un loup-garou et c'est de son point de vue à elle qu'est écrit le roman. Son nom évoque une expression argotique russe signifiant « à quoi bon, pour quoi faire ? » , une réponse d'évidence à une question stupide. Mais il s'agit aussi d'un des nombreux dérivés du mot grossier pour le membre viril, . La femme-renarde évoque également la mythologie chinoise dans laquelle elle s'appelle Huli jing (en chinois traditionnel : 狐狸精). Dans les contes et légendes traditionnels du Japon elle est appelée bake-kitsun (化け狐, « Renard métamorphosé »)).
Elle est encore, chez Pelevine, un esprit immortel qui se réincarne en une prostituée de luxe, à Moscou par exemple, dans les années 1990, après la dissolution de l'URSS. Toujours précis dans ses détails, l'écrivain prête des traits à la fois humains féminins et animaux à son héroïne. Elle porte des talons aiguilles, mais laisse libre cours à ses instincts de chasseresse de poules. Elle est asexuée, sans appareil reproductif. Mais ses clients sont trompés surtout parce qu'elle parvient à suggérer, sous forme d'hallucination, une relation sexuelle qui n'a pas lieu. Elle est d'une rare beauté, avec des seins fort petits, du fait de sa finesse, de la couleur de son poil. Mais son attribut principal est sa queue rousse qui peut devenir plus ou moins grande de la même manière que le phallus d'un homme, suivant l'hallucination sexuelle à provoquer. Par moments, au cours du récit, on peut voir dans son image des caractéristiques androgynes, mais il s'agit plutôt, comme le remarque Isabelle Després, d'une forme supérieure d'être humain qui lui permet d'utiliser sa beauté pour atteindre une forme d'hyper sexualité. On peut y voir encore le surhomme dont parle Nietzsche, réalisé dans une femme. L'androgyne est un idéal des poètes russes de l'Âge d'argent fort représentatif parmi les grands motifs de la culture russe. Pelevine va plus loin que les poètes de L'Âge d'argent. Le principe féminin de la sagesse, de l'âme du monde prend la forme ici de l'énergie sexuelle dont A Huli se nourrit pour vivre éternellement .

## Liens avecHomo zapiens
Dans la troisième partie du roman, Alexandre voit sa forme animale de loup se modifier et il se rend compte qu'elle se rapproche de celle du chien mythique du roman Homo zapiens (Génération P) appelé Pizdets (ou Garm dans les mythes nordiques). C'est un chien à cinq pattes qui dort dans les neiges du nord mais se réveille et rapplique quand des ennemis se rassemblent pour attaquer la Russie.